# Stensionotus
Stensionotus is een geslacht van uitgestorven straalvinnige beenvissen dat leefde tijdens het Vroeg-Trias in wat nu Madagaskar en China is. 
De typesoort Stensionotus intercessus werd in 1952 benoemd door Jean-Pierre Lehman. De geslachtsnaam eert Erik Stensiö.
Stensionotus dongchangensis werd in 2002 benoemd door Liu. Het holotype is JO 14.
Stesionotus behoort tot Parasemionotidae samen met Albertonia, Candelarialepis, Jacobulus, Lehmanotus, Parasemionotus, Qingshania, Suius, Thomasinotus en Watsonulus.